# Trần Cảnh Nhuận
Chen Jingrun (tiếng Trung: 陳景潤; ngày 22 tháng 5 năm 1933 – ngày 19 tháng 3 năm 1996), hay còn được biết là Jing-Run Chen, là nhà toán học Trung Quốc tạo ra một số cống hiến quan trọng cho lý thuyết số, bao gồm định lý Chen và số nguyên tố Chen.

## Cuộc sống và sự nghiệp
Chen là con thứ ba trong một đại gia đình từ Fuzhou, Fujian, Trung Quốc.  Bố của ông làm việc ở bưu điện. Chen Jingrun tốt nghiệp khoa toán học của đại học Xiamen trong 1953. Cố vấn của ông tại học viện khoa học Trung quốc là Hua Luogeng.
Công việc của ông trên giả thuyết số nguyên tố sinh đôi, bài toán Waring, giả thuyết Goldbach và giả thuyết Legendre dẫn tới tiến bộ trong lý thuyết số giải tích. Trong bài báo 1966 ông chứng minh mệnh đề sau, nay được gọi là định lý Chen: mọi số chẵn đủ lớn có thể viết thành tổng của một số nguyên tố với một số nửa nguyên tố, ví dụ: 112 = 43 + 23 ⋅ 3. Ông mở rộng bài chứng minh vào những năm 1970.

## Di sản

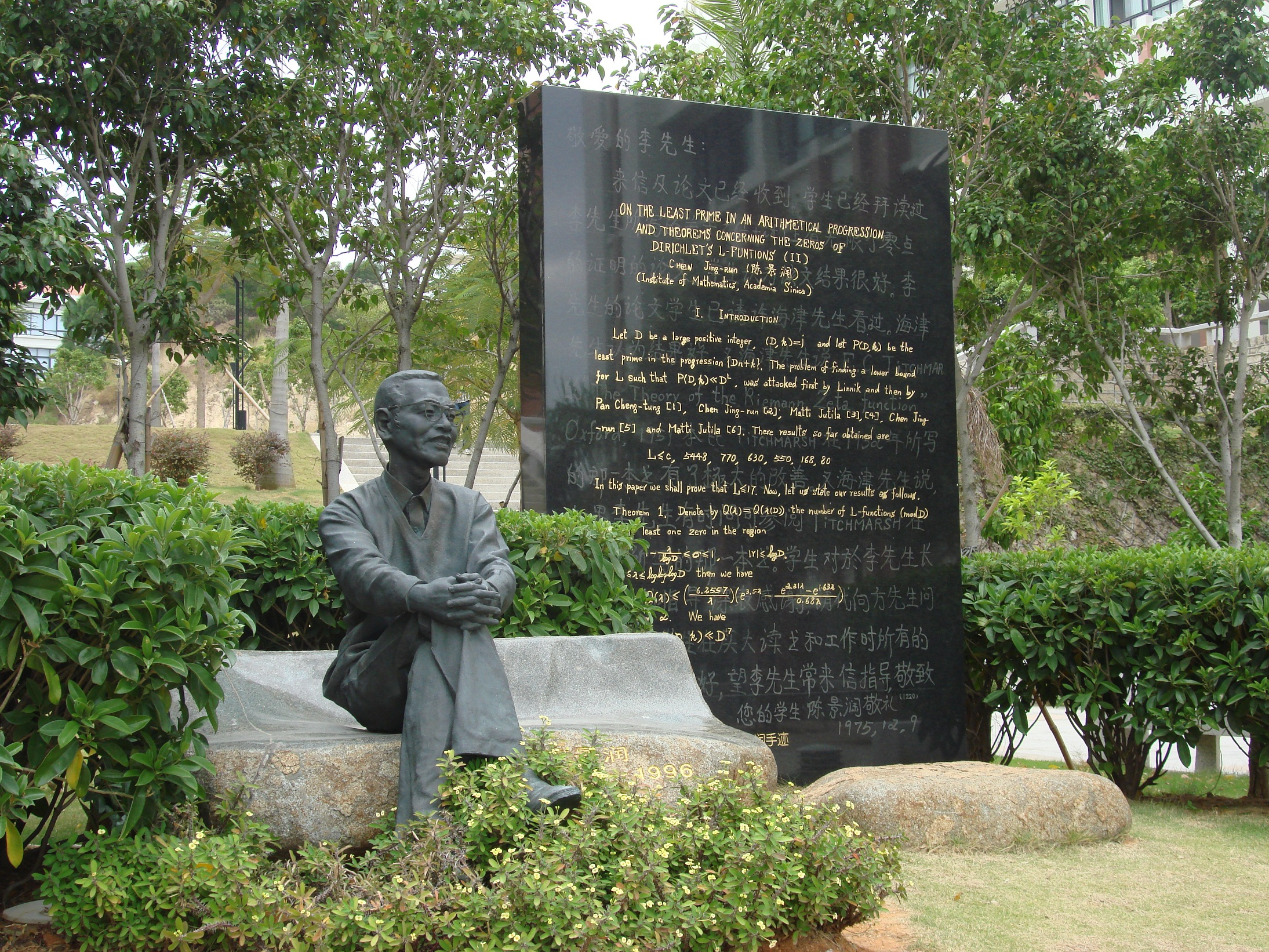
Tượng của Chen tại đại học Xiamen, Trung quốc.

Tiểu hành tinh 7681 Chenjingrun, phát hiện vào 1996, được đặt tên theo ông.
Trong 1999, Trung quốc phát hành một con tem với tiêu đề Kết quả tốt nhất của giả thuyết Goldbach với hình bóng của Chen và bất đẳng thức:
{\displaystyle P_{x}(1,2)\geq {\frac {0.67xC_{x}}{(\log x)^{2}}}.}
Một số tượng trong Trung Quốc được đúc để tưởng nhớ Chen. Tại đại học Xiamen, tên của Chen và 4 nhà toán học khác — Peter Gustav Lejeune Dirichlet, Matti Jutila, Yuri Linnik, và Pan Chengdong — được khắc lên đá cẩm thạch sau tượng của Chen (xem ảnh).

## Tác phẩm
- J.-R. Chen, On the representation of a large even integer as the sum of a prime and a product of at most two primes, Sci. Sinica 16 (1973), 157–176.
- Chen, J.R, "On the representation of a large even integer as the sum of a prime and the product of at most two primes". [Chinese] J. Kexue Tongbao 17 (1966), 385–386.
- "Fundamental Number Theory"